# NGC 2806
NGC 2806 is een ster in het sterrenbeeld Kreeft. Het hemelobject werd op 17 februari 1862 ontdekt door de Duits-Deense astronoom Heinrich d'Arrest, en op 22 maart 1876 herontdekt door de Deens-Ierse astronoom Johan Dreyer.